# Забруднювач
Забруднювач, полютант (англ. pollutant) — речовина або суміш речовин, присутня в навколишньому середовищі, яка може бути шкідливою для людей, тварин, рослин або інших організмів, а також цілих екосистем. Шкода може бути спричинена поглинанням організмами або потраплянням в екосистему чи її біомасу. Речовина визначається як «шкідлива» у вузькому сенсі через її вплив на екосистему (від мікроорганізмів до рослин, тварин і людини).
Однак це визначення також свідчить про складність визначення цього терміна. Конкретну, хімічно визначену речовину (субстанцію) не завжди можна чітко віднести до категорії забруднювачів або виключити з неї; швидше, це також залежить від хімічної концентрації, кількості та екологічної ситуації. Тому вплив забруднювача (а також токсичної речовини) на екосистему може бути досліджено та задокументовано за допомогою польових випробувань, тривалих експериментів та аналізу забруднюючих речовин у формі якісних реакцій виявлення та кількісно-інструментальних вимірювань.
У вузькому сенсі «забруднювач» — це фізичний, хімічний або біологічний компонент, який потрапив у середовище техногенним шляхом і шкідливо (токсично) діє на біоту (живі організми).

## Види забруднювачів
- Речовина-забруднювач — хімічна речовина або сполука, присутня в довкіллі в кількостях, які перевищують фонові значення.
- Фізичні забруднювачі — забруднювачі, створені різними фізичними полями: електромагнітне випромінювання, шум, радіоактивне випромінювання.
- Біологічні забруднювачі — біологічні види (в тому числі мікроорганізми), не характерні для даного біогеоценозу чи знаходяться там у зайвих кількостях, які перевищують звичайні.
- Техногенні (антропогенні) забруднювачі — агенти забруднення, створені людиною.
- Природні (натуральні) забруднювачі — агенти забруднення природного походження.

Стійкі забруднювачі - забруднювач, що не залучається в природний колообіг речовин, тому дуже повільно руйнується в довкіллі (СОЗ, пластмаси, поліетилени, скло, деякі метали, радіоактивні речовини з великим періодом розпаду, тощо). Такі забруднювачі часто акумулюються організмами й передаються ланцюгами живлення.
Нестійкі забруднювачі - забруднювач, що входить в природний колообіг речовин і швидко розкладається, розчиняється, нейтралізується в природному середовищі під впливом різних чинників і процесів або біологічних агентів у штучних системах очищення.

### Речовина-забруднювач
За характером їх поділяють на:
- первинні (прямої дії) — потрапили в довкілля безпосередньо зі джерел забруднення;
- вторинні (непрямої дії) — утворюються з первинних в об'єктах навколишнього середовища в результаті біогенних і абіогенних трансформацій.

Найпоширенішими антропогенними речовинами-забруднювачами є:
- В атмосфері — кислі гази (діоксид вуглецю, діоксид сірки, оксиди азоту), зважені частки (сажа, аерозолі кислот і сполук важких металів), органічні сполуки, в тому числі формують фотохімічний смог і руйнують озоновий шар атмосфери, пари нафтопродуктів.
- У гідросфері — розчинні солі важких металів, органічні сполуки, нафтопродукти (слід відрізняти чисті стічні води, наприклад, після охолоджувальних контурів теплообмінної апаратури, які не викликають хімічного забруднення, але викликають теплове).
- У літосфері (особливо в її верхньому родючому шарі — ґрунті) — солі важких металів, нафтопродукти (слід відрізняти інертні речовини (як-от, скло), які викликають лише механічне забруднення ґрунтів).
- У біосфері — найнебезпечніші ксенобіотики, тобто речовини, які входять у природний обмін речовин в організмі, наприклад суперекотоксиканти, з яких найбільш відомі діоксини.